# Pavois
Pour les articles homonymes, voir Pavois (marine) et Grand pavois.

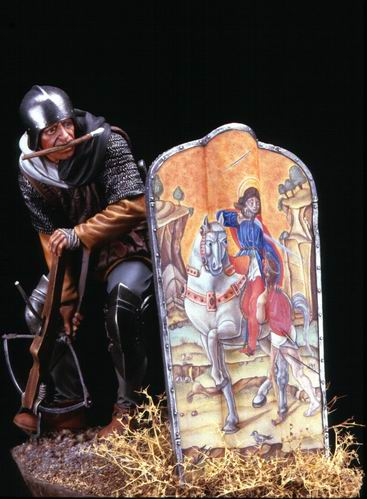
Arbalétrier rechargeant son arme à l'abri d'un pavois fiché en terre. Son bouclier est orné d'une peinture de St. Martin de Tours et le mendiant de Bartolomeo Vivarini.

Le pavois (du latin pavensis, « objet de Pavie ») est un grand bouclier de forme ovale ou quadrangulaire, porté par les fantassins et plus particulièrement les arbalétriers, au Moyen Âge.

## Origine et évolution
L'usage du pavois est principalement attesté chez les Francs dès le Ve siècle : il est utilisé par Clovis en 482 et en 508.
Quelques élévations plus précoces sont mentionnées (le césar Julien en 360, élévations légendaires de Mérovée ou Pharamond) mais ces exemples sont isolés et ils empruntent des traditions non pas celtes ou gauloises, mais romaines (élévation des imperatores sur le scutum) ou germaniques. L'élévation sur le pavois confère alors au roi une fonction sociale. Le pavois d'Abraracourcix, personnage de la bande dessinée Astérix, est donc un anachronisme.
On voit se développer cette arme défensive au XIIIe siècle. À cette époque, l'arbalète avait une bonne portée de tir, mais était très longue à bander ; une minute au moins était nécessaire à un arbalétrier habile pour mettre la corde dans l'encoche et décocher le carreau. Pendant ce temps, il restait exposé aux traits de l'ennemi.
Un grand pavois qui pouvait couvrir le corps tout entier s'avérait donc nécessaire. Il ne faut pas confondre le pavois avec l'écu. L'écu était terminé en bas par une pointe, ce que nécessitait le combat à cheval. Le pavois, plus grand, en bois léger, parfois recouvert de cuir ou de lames de fer, couvrait tout le corps. Il mesurait habituellement un mètre de haut et quelquefois plus, sur une largeur de quarante à soixante centimètres. Il est profondément nervé suivant son axe longitudinal, afin de présenter plus de résistance aux chocs et de laisser un espace libre pour passer le bras au besoin, ou pour le fixer au moyen d'un pieu.